# DNAJB1
DNAJB1‏ (DnaJ homolog subfamily B member 1) هوَ بروتين يُشَفر بواسطة جين DNAJB1 في الإنسان.